# Gmina Namysłów
Die Gmina Namysłów ist eine Stadt- und Landgemeinde im Powiat Namysłowski der Woiwodschaft Opole in Polen. Hauptort des Powiats und der Gemeinde ist die gleichnamige Stadt (deutsch: Namslau) mit etwa 16.250 Einwohnern.

## Geographie
Die Gemeinde hat eine Fläche von 290 km² und liegt im Nordwesten der Woiwodschaft Opole und im Südosten der Region Niederschlesien. Breslau liegt etwa 55 km westlich, Opole (Oppeln) 50 km in südlicher Richtung. Durch die Gemeinde und ihren Hauptort fließt die Widawa (Weide), ein rechter Nebenfluss der Oder.

## Geschichte
Im Jahr 1950 kam die Gmina Namysłów zur Woiwodschaft Opole, deren Zuschnitt bis 1999 mehrfach geändert wurde.

## Politik

### Bürgermeister
An der Spitze der Stadtverwaltung steht der Bürgermeister. Dies war seit 2014 Julian Kruszyński (KO), der 2018 Bartłomiej Stawiarski (PiS) unterlag. Die turnusmäßige Wahl im April 2024 führte zu folgendem Ergebnis:
- Jacek Fior (Koalicja Obywatelska) 35,4 % der Stimmen
- Bartłomiej Stawiarski (Prawo i Sprawiedliwość) 31,3 % der Stimmen
- Marcin Biliński (Wahlkomitee „Bürgerfreundliche lokale Verwaltung im Powiat Namysłowski“) 18,6 % der Stimmen
- Tomasz Wiciak (Trzecia Droga Namysłowski Land) 11,9 % der Stimmen
- Jacek Ochędzan („Konföderation Jacek Ochędzan – Lokale Initiative“) 2,8 % der Stimmen

In der damit notwendigen Stichwahl setzte sich der KO-Kandidat Fior mit 56,5 % der Stimmen knapp gegen Amtsinhaber Stawiarski durch und wurde neuer Bürgermeister.
Die turnusmäßige Wahl im Oktober 2018 führte zu folgendem Ergebnis:
- Bartłomiej Stawiarski (Prawo i Sprawiedliwość) 39,5 % der Stimmen
- Julian Kruszyński (Koalicja Obywatelska) 27,2 % der Stimmen
- Artur Włodarczyk (Wahlkomitee „Bürgerfreundliche lokale Verwaltung im Powiat Namysłowski“) 23,5 % der Stimmen
- Krzystof Kuchczyński (Wahlkomitee „Bürgergemeinschaft 2006“) 9,9 % der Stimmen

In der damit notwendigen Stichwahl setzte sich der PiS-Kandidat Stawiarski mit 50,9 % der Stimmen knapp gegen Amtsinhaber Kruszyński durch und wurde neuer Bürgermeister.

### Stadtrat
Der Stadtrat besteht aus 21 Mitgliedern und wird von der Bevölkerung gewählt. Die Stadtratswahl 2024 führte zu folgendem Ergebnis:
- Koalicja Obywatelska (KO) 27,1 % der Stimmen, 7 Sitze
- Prawo i Sprawiedliwość (PiS) 19,7 % der Stimmen, 5 Sitze
- Wahlkomitee „Bürgerfreundliche lokale Verwaltung im Powiat Namysłowski“ 17,3 % der Stimmen, 3 Sitze
- Wahlkomitee „Bürgergemeinschaft 2006“ 10,7 % der Stimmen, 3 Sitze
- Wahlkomitee „Bartłomij Stawiarski – Aktive lokale Verwaltung“ 9,9 % der Stimmen, 2 Sitze
- Trzecia Droga Namysłowski Land (TD) 9,3 % der Stimmen, 1 Sitz
- „Konföderation Jacek Ochędzan – Lokale Initiative“ 3,6 % der Stimmen, kein Sitz
- Lewica 2,4 % der Stimmen, kein Sitz

Die Stadtratswahl 2018 führte zu folgendem Ergebnis:
- Prawo i Sprawiedliwość (PiS) 26,9 % der Stimmen, 6 Sitze
- Wahlkomitee „Bürgerfreundliche lokale Verwaltung im Powiat Namysłowski“ 21,8 % der Stimmen, 6 Sitze
- Koalicja Obywatelska (KO) 17,7 % der Stimmen, 4 Sitze
- Wahlkomitee „Bürgergemeinschaft 2006“ 11,2 % der Stimmen, 1 Sitz
- Polskie Stronnictwo Ludowe (PSL) 8,5 % der Stimmen, 2 Sitze
- Wahlkomitee „Lokale Verwaltungskoalition im Powiat Namysłowski“ 8,0 % der Stimmen, 2 Sitze
- Sojusz Lewicy Demokratycznej (SLD) / Lewica Razem (Razem) 6,0 % der Stimmen, kein Sitz

### Städtepartnerschaften
- Nebelschütz,  Deutschland
- Hlučín, Tschechien
- Jaremtscha, Ukraine
- Kisköre, Ungarn (seit 2003)
- Verbandsgemeinde Linz am Rhein, Deutschland

## Gliederung

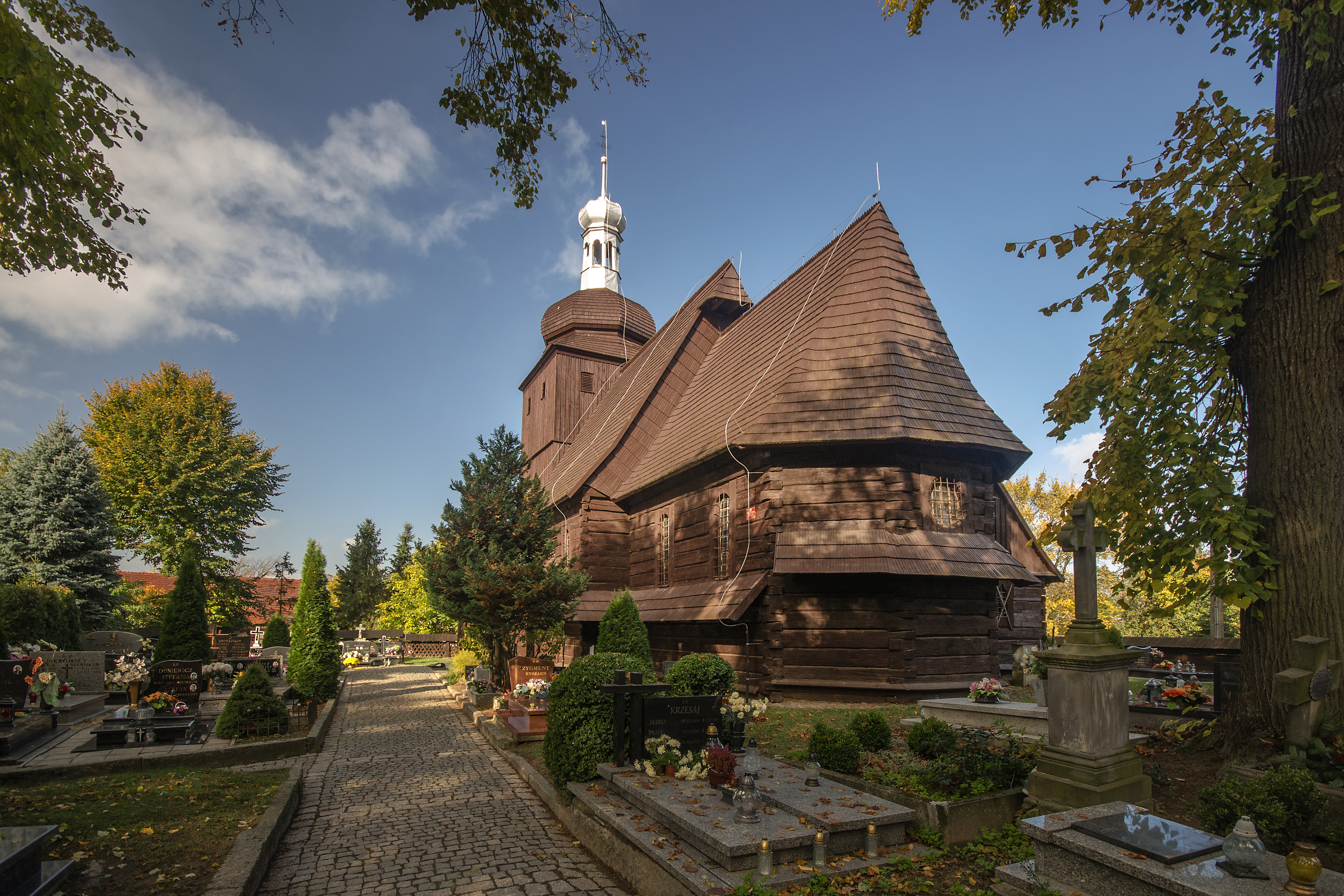
Schrotholzkirche St. Michaelis in Michalice

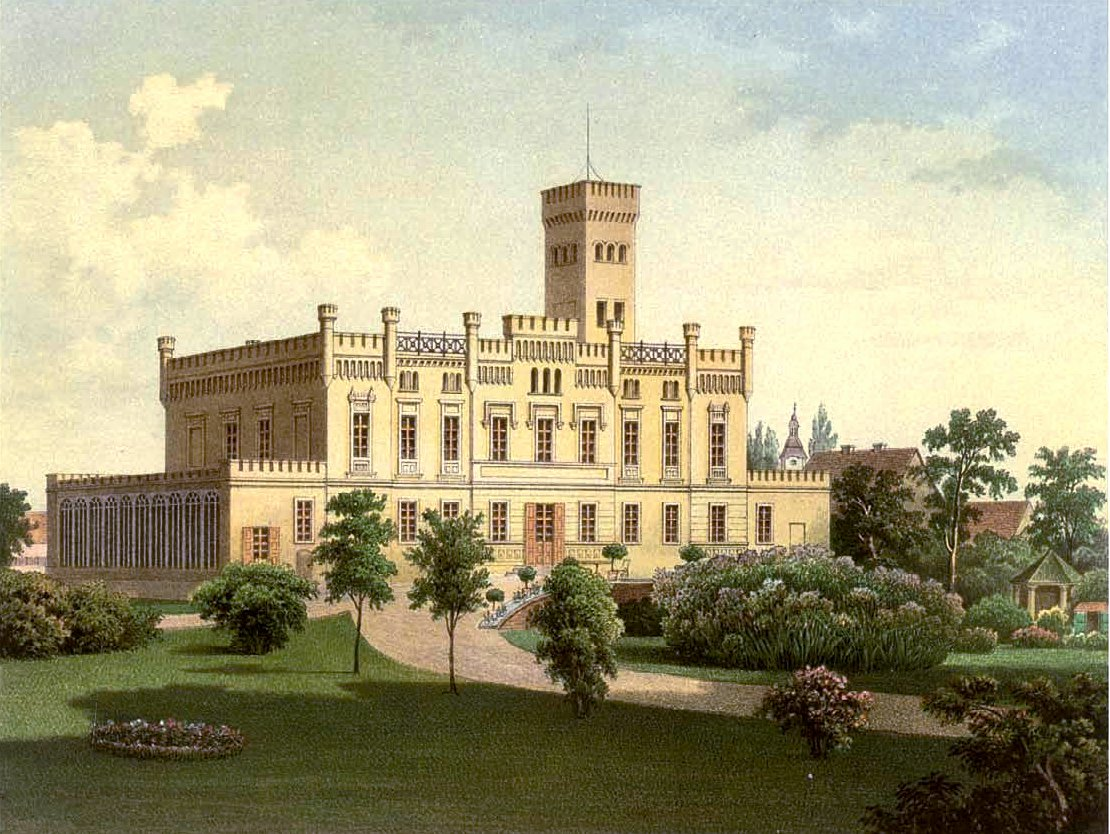
Schloss Giesdorf um 1860 (Sammlung Alexander Duncker)

Die Stadt- und Landgemeinde Namysłów hat fast 26.000 Einwohner. Neben der namensgebenden Stadt gliedert sie sich 32 Dörfer mit Schulzenamt:
- Baldwinowice (Belmsdorf)
- Barzyna (Kleinwaltersdorf)
- Brzezinka (Schindlersfelde)
- Brzozowiec (Wilhelminenort)
- Bukowa Śląska (Buchelsdorf)
- Głuszyna (Glausche)
- Igłowice (Haugendorf)
- Jastrzębie (Nassadel)
- Józefków (Jauchendorf)
- Kamienna (Giesdorf)
- Kowalowice (Kaulwitz)
- Krasowice (Kraschen)
- Ligota Książęca (Fürsten-Ellguth)
- Ligotka (Ellguth)
- Łączany (Lankau)
- Michalice (Michelsdorf)
- Mikowice (Lampersdorf)
- Minkowskie (Minkowsky), 1937–1945 (Seydlitzruh)
- Niwki (Niefe), 1937–1945 (Neuenhagen)
- Nowe Smarchowice (Neu Marchwitz)
- Nowy Folwark (Sandvorwerk)
- Objazda (Obischau)
- Pawłowice Namysłowskie (Paulsdorf)
- Przeczów (Prietzen)
- Rychnów (Reichen)
- Smarchowice Małe (Deutsch Marchwitz)
- Smarchowice Śląskie (Windisch-Marchwitz)
- Smarchowice Wielkie (Groß Marchwitz)
- Smogorzów (Schmograu)
- Woskowice Małe (Lorzendorf)
- Ziemiełowice (Simmelwitz)
- Żaba (Saabe)

## Verkehr
Der Hauptort der Gemeinde hat einen Bahnhof an der Bahnstrecke Kalety–Wrocław (Kluczbork–Oleśnica). Früher bestand Anschluss an die Bahnstrecke Opole–Namysłów und die Bahnstrecke Namysłów–Kępno, von der im Dorf Bukowa Śląska die Bahnstrecke Syców–Bukowa Śląska abzweigte.
Durch die Stadt Namysłów führen die beiden Landesstraßen DK39 und DK42 sowie die Woiwodschaftsstraße DW451.